# Ізабеля (Мазовецьке воєводство)
Ізабеля (пол. Izabela) — село в Польщі, у гміні Вйонзовна Отвоцького повіту Мазовецького воєводства.
Населення — 287 осіб (2011).
У 1975-1998 роках село належало до Варшавського воєводства.

## Демографія
Демографічна структура станом на 31 березня 2011 року:
|          | Загалом | Допрацездатний вік | Працездатний вік | Постпрацездатний вік |
| -------- | ------- | ------------------ | ---------------- | -------------------- |
| Чоловіки | 141     | 37                 | 87               | 17                   |
| Жінки    | 146     | 39                 | 79               | 28                   |
| Разом    | 287     | 76                 | 166              | 45                   |